# Summerhill (métro de Toronto)
Pour les articles homonymes, voir Summerhill.
Summerhill est une station de la ligne 1 Yonge-University du métro, de la ville de Toronto en Ontario au Canada. Elle est située au croisement de la Yonge Street et Shaftesbury Avenue.

## Situation sur le réseau
Établie en souterrain, la station Summerhill  de la ligne 1 Yonge-University, précède la station Rosedale, en direction du terminus Vaughan Metropolitan Centre, et elle est précédée par la station St. Clair, en direction du terminus Finch.

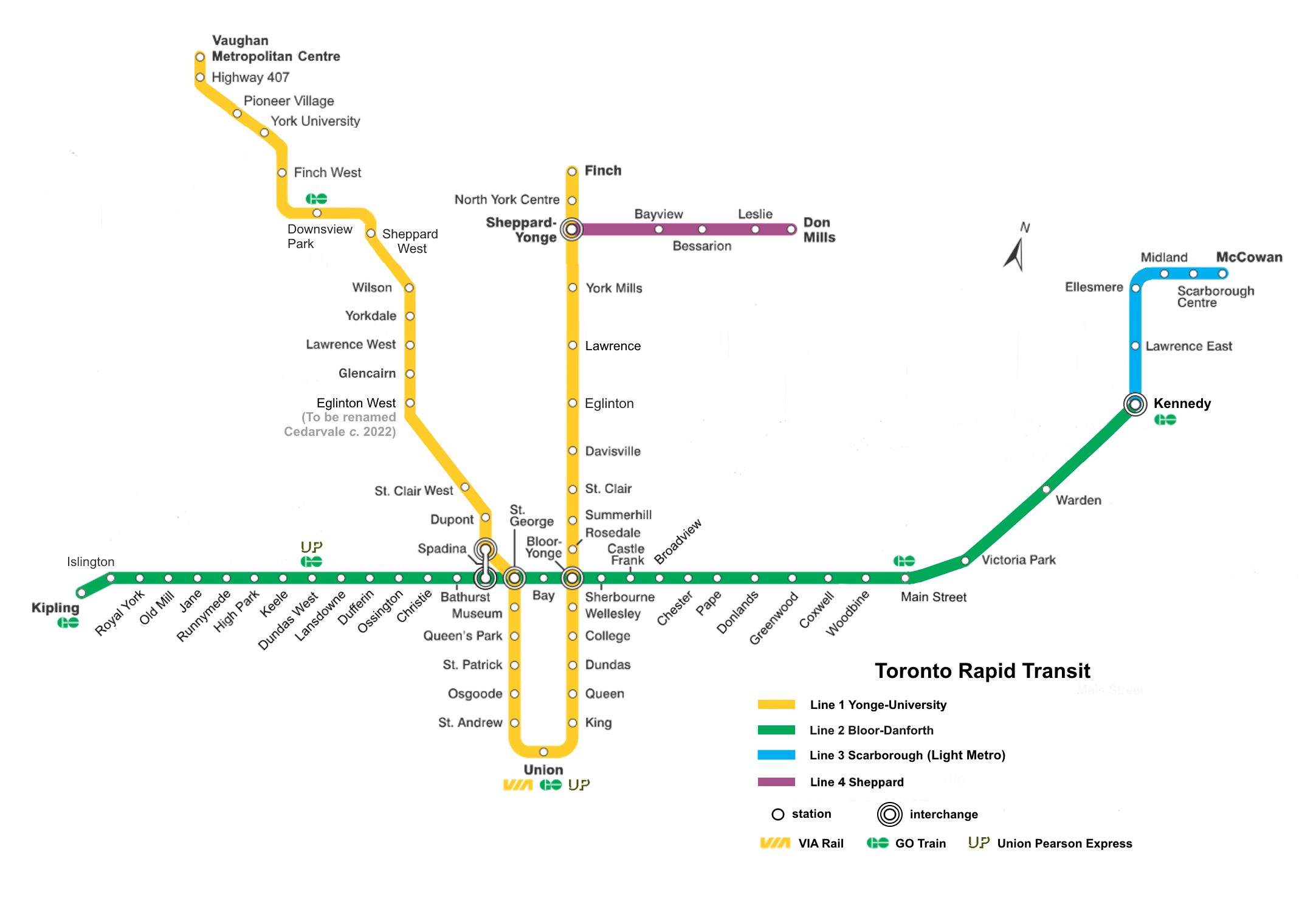
Plan du métro de Toronto (2018).

## Histoire
La station est Summerhill est mise en service le 30 mars 1954.
Durant l'année 2009-2010 sa fréquentation moyenne est de 5 920 par jour .

## Services aux voyageurs

### Intermodalité
Elle est desservie par les bus de la ligne 97 Yonge.